# Buyer Be Wise

Buyer Be Wise est un court métrage d'animation éducatif américain, sorti en septembre 1982 réalisé par les studios Disney.

## Synopsis
Dingo fait des achats et commets des erreurs courantes de consommateur. Mickey Mouse, Donald Duck, Minnie Mouse, Daisy Duck et Pluto l'assistent alors pour lui apprendre les astuces pour gérer son argent comme les prix bas, les priorités d'achats, la comparaison des prix ou les soldes.

## Fiche technique
- Titre original : Buyer Be Wise
- Série : court-métrage éducatif
- Production : Walt Disney Productions
- Date de sortie[1] : septembre 1982
- Format d'image : Couleur (Technicolor)
- Durée : 8 minutes[2]
- Langue : anglais
- Pays de production :  États-Unis

## Commentaires
Ce film est en réalité une collection d'extraits de films et pour cette raison ne fait pas partie des filmographies respectives  des personnages.